# Добрянська селищна рада
Добря́нська се́лищна ра́да — адміністративно-територіальна одиниця та орган місцевого самоврядування в Ріпкинському районі Чернігівської області. Адміністративний центр — селище міського типу Добрянка.

## Загальні відомості
Добрянська селищна рада утворена у 1918 році.
- Територія ради: 7,577 км²
- Населення ради: 3 704 особи (станом на 2001 рік)

## Населені пункти
Селищній раді підпорядковані населені пункти:
- смт Добрянка
- с. Аткильня
- с. Вербівка

## Склад ради
Рада складається з 22 депутатів та голови.
- Голова ради: Алгінін Олександр Миколайович
- Секретар ради: Гудзь Георгій Миколайович

### Керівний склад попередніх скликань
| Прізвище, ім'я, по батькові   | Основні відомості                                                        | Дата обрання | Дата звільнення |
| ----------------------------- | ------------------------------------------------------------------------ | ------------ | --------------- |
| Алгінін Олександр Миколайович | Селищний голова, 1946 року народження, освіта вища, член Партії регіонів | 26.03.2006   | 31.10.2010      |
| Алгінін Олександр Миколайович | Селищний голова, 1946 року народження, освіта вища, член Партії регіонів | 31.10.2010   |                 |

Примітка: таблиця складена за даними сайту Верховної Ради України

### Депутати
За результатами місцевих виборів 2010 року депутатами ради стали:

#### За суб'єктами висування
| Суб'єкт висування           | Кількість обраних депутатів | %    |
| --------------------------- | --------------------------- | ---- |
| Партія регіонів             | 18                          | 81,8 |
| Комуністична партія України | 2                           | 9,1  |
| Самовисування               | 2                           | 9,1  |

#### За округами
| № округу                    | Прізвище, ім'я, по батькові    | Дата визнання обраним | Освіта             | Партійна приналежність            | Відомості про обраного депутата                     |
| --------------------------- | ------------------------------ | --------------------- | ------------------ | --------------------------------- | --------------------------------------------------- |
| Комуністична партія України |                                |                       |                    |                                   |                                                     |
| 20                          | Щербакова Людмила Єфремівна    | 02.11.2010            | середня            | член Комуністичної партії України | хлібокомбінат, робітник                             |
| 21                          | Пантюшенко Лідія Миколаївна    | 02.11.2010            | середня            | член Комуністичної партії України | магазин с. Вербівка, продавець                      |
| Партія регіонів             |                                |                       |                    |                                   |                                                     |
| 2                           | Супроненко Олександр Іванович  | 02.11.2010            | середня спеціальна | член Партії регіонів              | Добрянський лісгосп, інженер                        |
| 3                           | Сергієнко Петро Олексійович    | 02.11.2010            | вища               | член Партії регіонів              | Добрянська аптека, завідувач                        |
| 4                           | Землянко Світлана Олексіївна   | 02.11.2010            | середня спеціальна | член Партії регіонів              | тимчасово не працює                                 |
| 5                           | Іваненко Ірина Олександрівна   | 02.11.2010            | середня спеціальна | член Партії регіонів              | ТОВ «Август-Плюс», технолог                         |
| 6                           | Зелінська Оксана Вікторівна    | 02.11.2010            | середня            | член Партії регіонів              | соціальний робітник                                 |
| 7                           | Дубоділ Ольга Миколаївна       | 02.11.2010            | середня            | член Партії регіонів              | Добрянський ясла-сад «Івушка», помічник вихователя  |
| 8                           | Ґудзь Георгій Миколайович      | 02.11.2010            | вища               | член Партії регіонів              | Добрянська селищна рада, секретар                   |
| 9                           | Глухова Валентина Василівна    | 02.11.2010            | вища               | член Партії регіонів              | Добрянський консервно-сушильний завод, бухгалтер    |
| 10                          | Биргазов Олександр Вікторович  | 02.11.2010            | вища               | член Партії регіонів              | Добрянський лісгосп, інженер                        |
| 11                          | Коновалова Надія Іванівна      | 02.11.2010            | вища               | член Партії регіонів              | Добрянська дільнична лікарня, стоматолог            |
| 12                          | Кушнирьова Марія Петрівна      | 02.11.2010            | середня спеціальна | член Партії регіонів              | Добрянський відділ зв‘язку, начальник               |
| 13                          | Тихомир Валерій Михайлович     | 02.11.2010            | середня            | член Партії регіонів              | Добрянський лісгосп, механік                        |
| 14                          | Сирачинська Віра Михайлівна    | 02.11.2010            | середня спеціальна | член Партії регіонів              | Добрянська селищна рада, головний бухгалтер         |
| 15                          | Кравченко Лариса Анатоліївна   | 02.11.2010            | середня            | член Партії регіонів              | Добрянська дільнична лікарня, фельдшер              |
| 16                          | Федорець Наталія Миколаївна    | 02.11.2010            | середня спеціальна | член Партії регіонів              | Добрянський лісгосп, оператор сушильної камери      |
| 17                          | Москвічова Тетяна Сергіївна    | 02.11.2010            | середня спеціальна | член Партії регіонів              | фермерське підприємство с. Вербівка, завідувач      |
| 19                          | Гусак Галина Яківна            | 02.11.2010            | середня            | член Партії регіонів              | Добрянська селищна рада, начальник ВОС              |
| 22                          | Савченко Лідія Петрівна        | 02.11.2010            | середня            | член Партії регіонів              | сільський клуб с. Вербівка, завідувач клубом        |
| Самовисування               |                                |                       |                    |                                   |                                                     |
| 1                           | Щевкун Любов Миколаївна        | 02.11.2010            | вища               | позапартійна                      | ПЗЗ с. Грибова Рудня, прийомоздавач                 |
| 18                          | Блінова Світлана Олександрівна | 02.11.2010            | вища               | член Партії регіонів              | Добрянська загальноосвітня школа I-III ст., вчитель |